# Trachyloma pycnoblastum
Trachyloma pycnoblastum là một loài rêu trong họ Pterobryaceae. Loài này được Müll. Hal. mô tả khoa học đầu tiên năm 1898.